# بيرانتيل
بيرانتيل (Pyrantel) هو دواء طارد ديدان، عرف منذ العام 1972, ويستخدم لمعالجة حالات العدوى بالديدان في الامعاء.
يستخدم الدواء لمعالجة حالات العدوى بالديدان من نوع الديدان المدورة (roundworm) والاقصورة الدويدية(Oxyuris)، والتي تنتقل إلى جسم الإنسان عند تناول الطعام الملوث بها أو عند تلوث اليدين بالتراب أو بالبراز. في هذه الحالة يكفي تلقي جرعة وحيدة للعلاج.
بما أن الاقصورة الدويدية معدية بشكل خاص، ينصح جميع افراد العائلة بتلقي العلاج معا، في الوقت نفسه، عند ظهور التلوث لدى أحد افراد العائلة. بالإمكان تلقي العلاج ثانية بعد مرور اسبوعين إلى ثلاثة اسابيع إذا لم يتم التخلص من الديدان بشكل تام. للقضاء على الدودة الشظية (hookworm) ينبغي تلقي العلاج بالبيرانتيل على مدى ثلاثة أيام متتالية. بالإمكان تناول الحديد لمعالجة نقص الدم الناجم عن العدوى.
في بعض الاحيان بالإمكان استعمال البيرانتيل لمعالجة عدوى الدودة المدورة الموجودة في الخنازير.

## آلية العمل
بيرانتل هو من مستقبلات النيكوتين. يعمل البيرنتال على شل الديدان، التي تخرج من الجسم بعد ذلك مع البراز

## الشكل الصيدلاني
اقراص، اقراص للمضغ، مستعلق.

## الجرعة
- وجبة وحيدة. بالإمكان إعادة العلاج مرة أخرى بعدة مرور 2 - 3 اسابيع.
- حسب وزن الجسم، بحيث لا تتعدى الجرعة القصوى الغرام الواحد لليوم.
- بداية الفعالية: 2 – 4 ساعات.
- مدة الفعالية: 2 - 3 أيام.
- التغذية: لا توجد تقييدات.
- نسيان الجرعة: إذا اقتضت الحاجة تناول الدواء لعدة أيام، يجب تناول الوجبة المنسية فور تذكر ذلك، وتناول الوجبة التالية بعد ذلك بـ 10 - 12 ساعة.
- وقف الدواء: إذا اقتضت الحاجة تناول الدواء على مدى عدة أيام، فيتوجب اكمال العلاج بالكامل. قد تعود العدوى مجددا عند التوقف عن تناول الدواء مبكرا.
- جرعة زائدة: تناول وجبة زائدة عرضية لا يدعو إلى القلق. لكن إذا لوحظت اية اعراض خاصة أو إذا كانت الوجبة الزائدة كبيرة بشكل مبالغ، فيتوجب عندها اعلام الطبيب.

## تحذيرات
- أثناء الحمل: لا يعطى البيرانتيل للنساء الحوامل، عادة. لكن الابحاث التي اجريت على الحيوانات لم تظهر اية دلائل تشير إلى تضرر الاجنة، عند اعطائها البيرانتيل. لم يتم تحديد سلامة البيرانتيل أثناء الحمل. يتوجب استشارة الطبيب. يصنف ضمن الفئة (C)
- الرضاعة: مسموح. لا توجد دلائل على وجود خطر على الطفل.
- الأطفال والرضع: لا ينصح باستعماله تحت جيل سنتين، الا بتوصيه من الطبيب.
- كبار السن: لا توجد مشاكل خاصه.
- السياقة: يجب الامتناع عن السياقة حتى تتضح ماهية تاثير الدواء، حيث من الممكن ان يسبب ضبابية (طمس).

## الآثار الجانبية
- غثيان وقيء. اسهال.
- طفح جلدي.
- صداع، دوخة.
- تشنجات بطن، غيبوبة.

## التخزين والحفظ
يجب حفظ الدواء في وعاء مغلق في مكان جاف وبارد بعيدا عن متناول ايدي الأطفال. يجب عدم تعريض الدواء للضوء. ممنوع تجميد الدواء.